# Фурнье, Эдуар

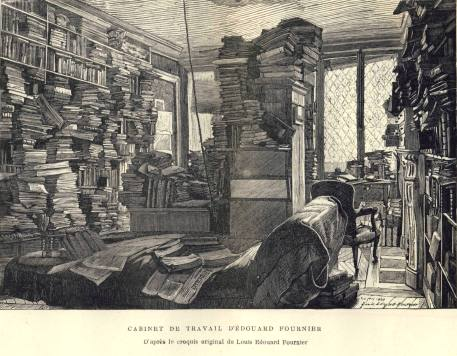
Рабочий кабинет Эдуара Фурнье

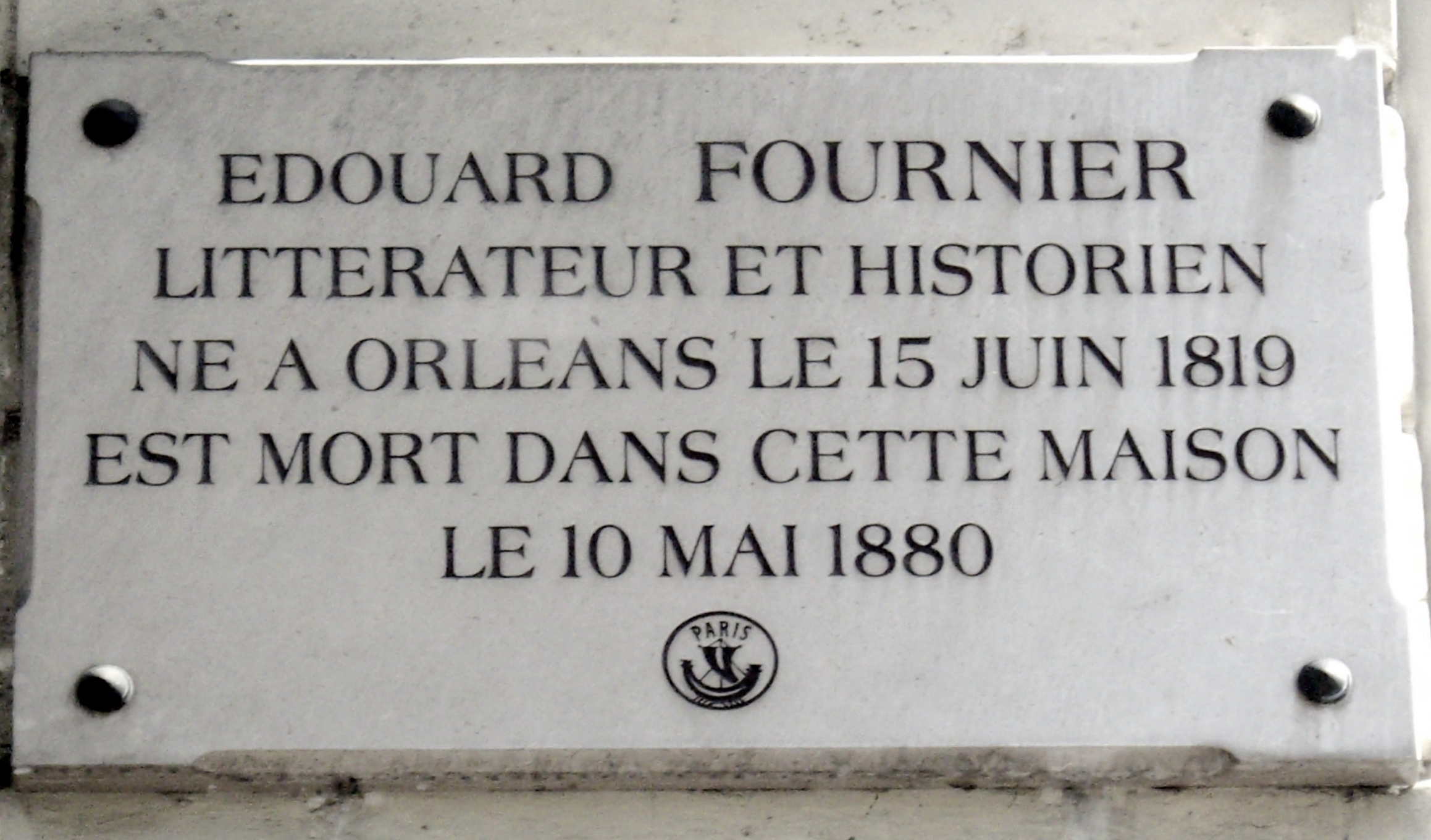
Мемориальная доска в Париже на доме, где умер Фурнье

Эдуа́р Фурнье́ (фр. Édouard Fournier; 15 июня 1819, Орлеан, Франция — 10 мая 1880, Париж) — французский литератор, драматург и журналист, издатель старинных литературных текстов, в том числе ставшего знаменитым цитатника «L’Esprit des autres» (с фр. — «Остроумие других»).

## Биография
Принадлежал к семье художников-слесарей, которые веками добились заслуженной известности в своей специальности. Одним из предков Фурнье отлита из бронзы известная статуя Жанны д’Арк, украшающая город Орлеан. 
Получив весьма тщательное воспитание, Фурнье в орлеанских журналах выступил в 1842 году рядом статей по литературной критике, а в 1847 году на основании разработки архивных документов дал монографию «Souvenirs historiques et littéraires du Loiret» (с фр. — «Исторические и литературные воспоминания департамента Луаре»). В том же 1847 году написал ряд этюдов о народной музыке: «L’Opéra national, son passé et son avenir» (с фр. — «Национальная опера, её прошлое и будущее»), в 1849 году дополнил этот труд работой, написанной совместно с Леоном Крейцером: «L’art lyrique au théâtre» (с фр. — «Лирическое искусство в театре»). В 1851 году для театра «Комеди Франсез» им написана 2-актная комедия «Christian et Marguerite» (с фр. — «Кристиан и Маргарита»), имевшая успех. В 1853 году для сцены «Одеона» написана им в стихах одноактная комедия «Le roman du village» (с фр. — «Деревенский роман»). Затем последовало несколько оперных либретто (1854—59), комедия в стихах «Corneille à la butte Saint Roch» (с фр. — «Корнель на холме Сен-Рош», 1862); «La fille de Molière» (с фр. — «Дочь Мольера», 1863); «Racine à Uzés» (с фр. — «Расин в Юзесе», 1864) и «Paradis trouvé» (с фр. — «Обретённый рай») и драма «Gutenberg» (с фр. — «Гутенберг», 1868). 
Наиболее выдающаяся сторона таланта Фурнье, которая собственно и доставила ему большую известность, — его обширная эрудиция, оживляемая большим остроумием. Большой знаток старины, Фурнье задался целью исправить многие ходячие заблуждения, и самые уже заглавия его книг показывают, насколько разнообразна область его исследований. Таковы «Paris démoli, mosaïques de ruines» (с фр. — «Снесённый Париж, руинные мозаики», 1853), «L’esprit des autres» (с фр. — «Остроумие других», 1855); «L’esprit dans l’histoire, recherches et curiosités sur les mots historiques» (с фр. — «Остроумие в истории — исследования и любопытные данные об исторических выражениях»); «Le vieux-neuf» (с фр. — «Старое и новое», 1859); «Enigmes des rues de Paris» (с фр. — «Тайны парижских улиц», 1864) — дающие массу любопытного материала. 
После неудачной попытки сыграть роль в деле освобождения Италии в конце 40-х годов, Фурнье навсегда отказался от политической деятельности в пользу литературной. Им изданы также «Histoire des hotelleries et des cabarets» (с фр. — «История постоялых дворов и таверен», 1850); «Un prétendant portugais au XVI siècle» (с фр. — «Португальский претендент XVI века», 1852); «Histoire de l’imprimerie et de la librairie» (с фр. — «История книгоиздания и книготорговли», 1854); «Les lanternes — histoire de l’ancien éclairage de Paris» (с фр. — «Фонари — история старинного уличного освещения Парижа», 1854); «Histoire du Pont Neuf» (с фр. — «История Нового моста», 1862); «Le jeu de pomme, son histoire et sa description» (с фр. — «Жё-де-пом — история и описание», 1862); «Le roman de Molière» (с фр. — «Роман Мольера», 1863); «L’art de la reliure en France aux derniers siècles» (с фр. — «История французского книжного переплёта последних веков», 1864); «La comédie de Labruyère» (с фр. — «Комедия Лабрюйера», 1866). 
Кроме того, Фурнье издал целый ряд памятников по истории древней французской литературы — таковы «Les variétés historiques et littéraires» (с фр. — «Исторические и литературные вариации»), «Le roman bourgeois» (с фр. — «Буржуазный роман») Фюретьера; «Les caquets de l’accouchée» (с фр. — «Болтовня роженицы»), «Le livre commode» (с фр. — «Удобная книга») Авраама Дю Праделя; «Lettres inédites de la marquise de Créqui» (с фр. — «Неизданные письма маркиза де Креки»); «Théâtre français en XVI et ΧVII s.» (с фр. — «Французский театр в XVI и XVII веках», 1817 и 1874); «Théâtre français avant la Renaissance, 1450—1550» (с фр. — «Французский театр до Ренессанса, 1450—1550» 1873), «Œuvres complètes de Régnard» (с фр. — «Полное собрание сочинений Реньяра», 1875) и «Oeuvres complètes de Beaumarchais» (с фр. — «Полное собрание сочинений Бомарше», 1876). С 1853 по 1855 годы Фурнье был редактором журнала «Le Théâtre», а затем сотрудничал в «Patrie» и стоял во главе «Revue des provinces».
С 1872 года — библиотекарь Министерства внутренних дел Франции.